# 自由民主国民党
自由民主国民党（じゆうみんしゅこくみんとう、オランダ語: Volkspartij voor Vrijheid en Democratie、略称：VVD）は、オランダの自由主義政党。自由民主人民党とも訳される。
VVDは「民間企業の最も声高な支援者」と呼ばれる。また、社会自由主義を志向する民主66と対比して、市場自由主義（新自由主義、Neoliberalism）志向であるとしばしば受け取られている。
自由主義インターナショナル、欧州自由民主改革党に加盟している。

## 歴史

### 結党から1960年代前半まで
VVDは1948年1月24日、自由党（1946～48年）と、労働党（PvdA）に加わっていた自由主義左派が合流して結成された。初代党首にはピーター・ウードが就任した。
1948年から1952年まではウィレム・ドレース内閣の連立与党（PvdA、カトリック人民党（KVP）、キリスト教歴史同盟（CHU））に加わった。1952年の第二院（下院）選挙では1議席増となったが、連立組み換えで野党となった。1959年の第二院選挙後にはKVPのヤン・デ・クヴァイ内閣の連立与党（KVP、反革命党（ARP）、CHU）に加わった。ピーター・ウードは1963年に政界引退を表明し、党首を辞任した。
1963年の第二院選挙では議席を減らしたものの、同じ連立与党によるヴィクトル・マリネン内閣に参画した。1965年にマリネン内閣が崩壊すると、続くヨー・カルス内閣とイェレ・ゼイルストラ内閣では野党となった。
1960年代までのVVDは、いわゆる「柱状化社会」の中で他の自由主義的な組織（オランダ経団連（VNO）、放送局（AVRO）等）と緩やかなつながりを持ち、勢力を維持した。

### 1960年代後半以降
1966年には、VVDのアムステルダム市議会議員だったハンス・グライテルスらのイニシアチブによって民主66（D66）が設立され、党内左派グループや青年組織からの参加者が生じた。こうした政治構造の変化を受けて、1971年に党首になったハンス・ウィーゲルは労働者階級や中間層への支持の拡大を図った。
1972年の第二院選挙では6議席増の22議席を得た。PvdA等の連立によるヨープ・デン・アイル内閣を野党の立場から批判し、1977年の第二院選挙では更に6議席を増やして28議席とした。選挙後に、キリスト教民主アピール（CDA）とVVDの2党の連立により第1次ドリース・ファン・アフト内閣を成立させた。1981年の第二院選挙では2議席減の26議席となり、連立与党の議席は過半数割れとなり、第2次・第3次ドリース・ファン・アフト内閣では連立与党から外れた。翌年、ハンス・ウィーゲルは党首を辞任した。
この間の党勢拡大の結果、1982年には党員数が10万2888人と党史上最多を記録している。
新たに党首となったエド・ナイペルスの下で、1982年の第二院選挙では10議席増の36議席を獲得した。CDAと共に第1次ルード・ルベルス内閣を成立させた。1986年の第二院選挙では9議席減の27議席に留まったが、引き続きCDAと第2次ルード・ルベルス内閣を維持した。ナイペルスは入閣に伴い党首を引き、Joris Voorhoeveが党首となった。
1989年には、環境対策の総合計画におけるガソリン税の増税やマイカー通勤者の通勤費非課税措置の上限額引下げをめぐって、VVDと内閣が対立して内閣総辞職に至った。その後行われた第二院選挙では5議席減の22議席となった。第3次ルベルス内閣は連立与党をPvdAに変えたため、VVDは野党となった。

### 1990年代以降
1990年にはフリッツ・ボルケスタインが党首になった。1994年の第二院選挙でVVDは議席を9増やして31議席とすると、PvdAのウィム・コック首相率いる「紫連立」に加わった。この連立内閣の下で規制緩和や、安楽死や売春の合法化などのリベラルな改革が進められた。1995年の地方議会選挙で大勝し、第一院で初めて第1党となり、1998年の第二院選挙では38議席まで議席を伸ばした。ボルケスタインは欧州委員に就任するために党首を退いた。後任にはハンス・ダイクスタルが就任した。

### 2000年代以降
2002年の第二院選挙では、選挙前には優勢が予想されていたものの、ピム・フォルタインリスト（LPF）の台頭とピム・フォルタイン殺害事件の影響などから、24議席まで議席数を減らした。ハンス・ダイクスタルは党首を退き、ヘリット·・ザルムに交代した。選挙後にはCDAのヤン・ペーター・バルケネンデを首班とする第1次バルケネンデ内閣の連立与党にLPFと共に加わった。翌2003年にLPFの党内の混乱により内閣が瓦解すると、同年の第二院選挙では28議席まで議席を回復させ、第2次バルケネンデ内閣の連立与党（CDA、D66）となった。
2004年にはVVDの下院議員のヘルト・ウィルダースが、トルコの欧州連合加盟をめぐる党内対立などから離党した（ウィルダースは後に自由党（PVV）を結成する）。
2006年には地方議会選挙の敗北を契機に、新たにマルク・ルッテが党首に就任した。同年にはVVD所属のアヤーン・ヒルシ・アリ下院議員の国籍問題を契機にD66が連立を離脱したため、（第3次）バルケネンデ内閣は少数与党となった。VVDは同年の第二院選挙では22議席しか獲得できず、翌年発足した第4次バルケネンデ内閣には加わらず、野党となった。

### 2010年代以降
2010年の第二院選挙で31議席を獲得し、結成後初めて第二院で第1党となり、CDAとの連立とPVVの閣外協力による第1次ルッテ内閣を成立させた。2012年の第二院選挙では41議席に伸ばし、連立相手をPvdAに変えて第2次ルッテ内閣を形成した。2017年の第二院選挙では33議席に減らしたが第1党を維持し、7か月にわたる連立交渉を経てCDA、D66、キリスト教連合（CU）との4党連立による第3次ルッテ内閣を成立させ、政権を維持した。
2021年の第二院選挙では34議席を得て第1党を維持し、9か月の連立協議を経て、同じ連立与党による第4次ルッテ内閣が成立した。
2023年8月14日にディラン・イェスィルギョズ＝ゼヘリウス司法相が新党首に就任。同年11月22日に執行された第二院選挙では10議席減らし24議席と敗北し、極右の自由党（37議席）、労働党とグリーンレフトが組む左派連合（25議席）にも抜かれ議会内第3勢力に転落した。

## イデオロギーと政策
| - 経済・財政 - 小さな政府 - レッセフェール (自由放任主義) - 減税 - 市場経済 - 財政均衡 - 持続可能な開発 | - 政府・社会問題 - 規制緩和 - 政教分離 - 多重国籍は最小限に - 同性婚を支持 - マイノリティの文化的同化 - 動物の権利 | - 外交・法制度 - ヨーロッパ統合を支持 - 国際主義 - 多国間主義 - ソフトドラッグとハードドラックを区別して扱う | - 健康 - ユニバーサルヘルスケア (国民皆保険) - 幹細胞研究を促進 - 人工妊娠中絶を容認 - 安楽死を容認 |

自由民主国民党 (VVD) は自由主義の理念の下に設立され、市場の自由をオランダの政党の中で最も熱心に支持してきた。古典的自由主義、経済自由主義、文化自由主義の立場をとる一方で、オランダの福祉国家の建設にも関わってきた。
VVDの根本的な方針は、「リベラルマニフェスト Liberaal Manifest」と呼ばれる文書や選挙綱領に述べられている。最新の「リベラルマニフェスト」は2005年に発表されたものである。この中では、民主主義、安全保障、自由、市民権の4つのテーマから方針が述べられている。

## 選挙結果

### 国会 (スターテン・ヘネラール)
| 選挙年 | 得票数    | %     | 獲得議席数 | +/-      | 備考                  |
| ------ | --------- | ----- | ---------- | -------- | --------------------- |
| 1948   | 391,861   | 7.95  | 8 / 100    | 増減なし | 連立与党              |
| 1952   | 471,038   | 8.83  | 9 / 100    | 1        | 野党                  |
| 1956   | 502,530   | 8.77  | 9 / 100    | 増減なし | 野党                  |
| 1956   | 502,530   | 8.77  | 13 / 150   | 4        | 野党                  |
| 1959   | 732,758   | 12.21 | 19 / 150   | 6        | 連立与党              |
| 1963   | 643,820   | 10.29 | 16 / 150   | 3        | 連立与党（1963-1965） |
| 1963   | 643,820   | 10.29 | 16 / 150   | 3        | 野党（1965-1967）     |
| 1967   | 738,229   | 10.73 | 17 / 150   | 1        | 連立与党              |
| 1971   | 653,606   | 10.34 | 16 / 150   | 1        | 連立与党              |
| 1972   | 1,068,375 | 14.45 | 22 / 150   | 6        | 野党                  |
| 1977   | 1,492,689 | 17.95 | 28 / 150   | 6        | 連立与党              |
| 1981   | 1,505,311 | 17.32 | 26 / 150   | 2        | 野党                  |
| 1982   | 1,900,763 | 23.08 | 36 / 150   | 10       | 連立与党              |
| 1986   | 1,596,991 | 17.41 | 27 / 150   | 9        | 連立与党              |
| 1989   | 1,290,427 | 14.54 | 22 / 150   | 5        | 野党                  |
| 1994   | 1,792,401 | 19.96 | 31 / 150   | 9        | 連立与党              |
| 1998   | 2,124,971 | 24.69 | 38 / 150   | 7        | 連立与党              |
| 2002   | 1,466,722 | 15.44 | 24 / 150   | 14       | 連立与党              |
| 2003   | 1,728,707 | 17.91 | 28 / 150   | 4        | 連立与党              |
| 2006   | 1,443,312 | 14.67 | 22 / 150   | 6        | 野党                  |
| 2010   | 1,929,575 | 20.49 | 31 / 150   | 9        | 連立与党              |
| 2012   | 2,504,948 | 26.58 | 41 / 150   | 10       | 連立与党              |
| 2017   | 2,238,351 | 21.29 | 33 / 150   | 8        | 連立与党              |
| 2021   | 2,279,130 | 21.87 | 34 / 150   | 1        | 連立与党              |

| 選挙年 | 得票数 | %     | 獲得議席数 | +/-      |
| ------ | ------ | ----- | ---------- | -------- |
| 1948   |        |       | 3 / 50     | 増減なし |
| 1951   |        |       | 4 / 50     | 1        |
| 1952   |        |       | 4 / 50     | 増減なし |
| 1955   |        |       | 4 / 50     | 増減なし |
| 1956   |        |       | 4 / 50     | 増減なし |
| 1956   |        |       | 7 / 75     | 3        |
| 1959   |        |       | 8 / 75     | 1        |
| 1963   |        |       | 7 / 75     | 1        |
| 1966   |        |       | 8 / 75     | 1        |
| 1969   |        |       | 8 / 75     | 増減なし |
| 1971   |        |       | 8 / 75     | 増減なし |
| 1974   |        |       | 12 / 75    | 4        |
| 1977   |        |       | 15 / 75    | 3        |
| 1980   |        |       | 13 / 75    | 2        |
| 1981   |        |       | 12 / 75    | 1        |
| 1983   |        |       | 17 / 75    | 5        |
| 1986   |        |       | 16 / 75    | 1        |
| 1987   |        |       | 12 / 75    | 4        |
| 1991   |        |       | 12 / 75    | 増減なし |
| 1995   |        |       | 23 / 75    | 11       |
| 1999   | 39,809 |       | 19 / 75    | 4        |
| 2003   | 31,026 | 19.19 | 15 / 75    | 4        |
| 2007   | 31,360 | 19.23 | 14 / 75    | 1        |
| 2011   | 34,590 | 19.65 | 16 / 75    | 2        |
| 2015   | 28,523 | 15.79 | 13 / 75    | 3        |
| 2019   | 26,157 | 13.27 | 12 / 75    | 1        |

### 欧州議会
| 選挙年 | 得票数    | %     | 獲得議席数 | +/-      | 備考                                |
| ------ | --------- | ----- | ---------- | -------- | ----------------------------------- |
| 1979   | 914,787   | 16.14 | 4 / 25     | 増減なし |                                     |
| 1984   | 1,002,685 | 18.93 | 5 / 25     | 1        |                                     |
| 1989   | 714,745   | 13.63 | 3 / 25     | 2        |                                     |
| 1994   | 740,443   | 17.91 | 6 / 31     | 3        |                                     |
| 1999   | 698,050   | 19.69 | 6 / 31     | 増減なし |                                     |
| 2004   | 629,198   | 13.2  | 4 / 27     | 2        |                                     |
| 2009   | 518,643   | 11.39 | 3 / 25     | 1        |                                     |
| 2009   | 518,643   | 11.39 | 3 / 26     | 増減なし | ※リスボン条約批准後の議席数見直し後 |
| 2014   | 571,176   | 12.02 | 3 / 26     | 増減なし |                                     |
| 2019   | 805,100   | 14.64 | 4 / 26     | 1        |                                     |
| 2019   | 805,100   | 14.64 | 5 / 29     | 1        | ※英国のEU離脱に伴う議席数見直し後   |

## 支持基盤
伝統的に、富裕ビジネスマン層，中間層，ホワイトカラー層を支持基盤とするとされる。

## 党組織

### 党大会
党大会は年に2回開催される。

### 党員数
2022年時点の党員数は26,550人とされる。1970年代末から80年代初頭にかけて、一時10万人以上の党員数を記録していたが、近年は減少傾向にある。

### 関連組織
- テルダース財団（蘭: TeldersStichting）：党シンクタンク。 1954年4月6日設立[28]。ライデン大学の法学者で元自由党党首だったベンジャミン・テルダース（英語版）（1903-1945）にちなんで名付けられた。
- 青年組織自由と民主主義（蘭: Jongeren Organisatie Vrijheid en Democratie (JOVD)）：青年組織。1949年2月26日設立[29]。欧州リベラルユース（英語版）及びリベラルユース国際連盟（英語版）に加盟している。
- ハヤ・ヴァン・ソメレン財団（蘭: Haya van Somerenstichting）：教育訓練機関。1969年から1974年まで党議長を務めたハヤ・ヴァン・ソメレン（英語版）（1926-1980）にちなんで1981年に名付けられた。

### 国際組織
民主66と共に、欧州自由民主改革党（ALDE）、自由主義インターナショナル（LI）に所属している。欧州議会の会派としては、民主66と共に欧州刷新（2019年までは欧州自由民主同盟）に所属している。